# Kathedrale von Mazatlán

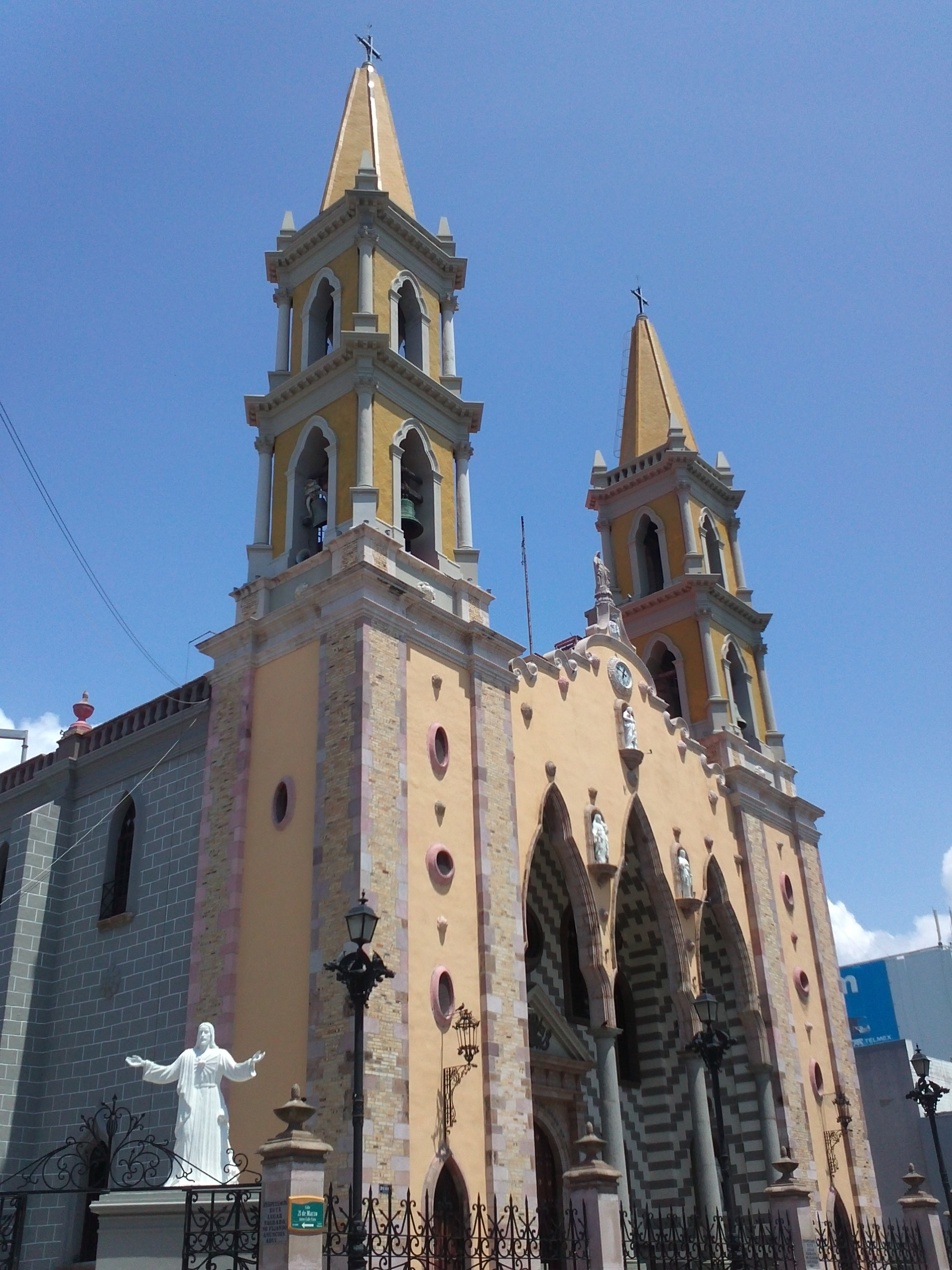
Turmfassade der Kathedrale

Die Kathedrale von Mazatlán oder die Kathedralbasilika der Unbefleckten Empfängnis (spanisch Catedral Basílica de la Inmaculada Concepción) liegt in der Hafenstadt Mazatlán im mexikanischen Bundesstaat Sinaloa. Die Kathedrale des Bistums Mazatlán wurde in der zweiten Hälfte des 19. Jahrhunderts im Stil des Eklektizismus errichtet und steht unter Denkmalschutz.

## Geschichte
Die Arbeiten an der Kirche begannen im Jahre 1856 im Auftrag des damaligen Bischofs von Guadelajara, Pedro José de Jesús Loza y Pardavé. Später übernahm der Pfarrer Miguel Lacarra die Leitung des Baus, der im Jahr 1899 abgeschlossen werden konnte, bereits 1880 war die erste Messe gefeiert worden. Bei der Kirchweihe 1937 wurde sie der Unbefleckten Empfängnis gewidmet. Papst Pius XII. verlieh der Kirche 1941 den Titel einer Basilica minor. Mit Schaffung des Bistums Matzatán wurde die Kirche 1958 zur Kathedrale erhoben.

## Architektur
Die dreischiffige Hallenkirche wurde von Estanislao León auf einem rechteckigen Grundriss entworfen. Die achteckige Kuppel beleuchtet den Altarraum und trägt eine Laterne mit einem Eisenkreuz. Die beiden Kirchtürme bestehen aus drei Etagen, auf denen sich pyramidenförmige Turmhelme mit Kreuzen erheben.
Zum Portal der Hauptfassade führen drei neugotische Bögen. Sie tragen mit ihren Pilastern den dreieckigen Giebel. Im Portalbereich stehen an den Wänden Statuen der vier Evangelisten. Die Kirche ist von einem schmiedeeisernen Zaun umgeben. In dieser Umfriedung stehen vor der Kirche zwei Statuen von Christus König und eine von St. Juan Diego.

## Ausstattung

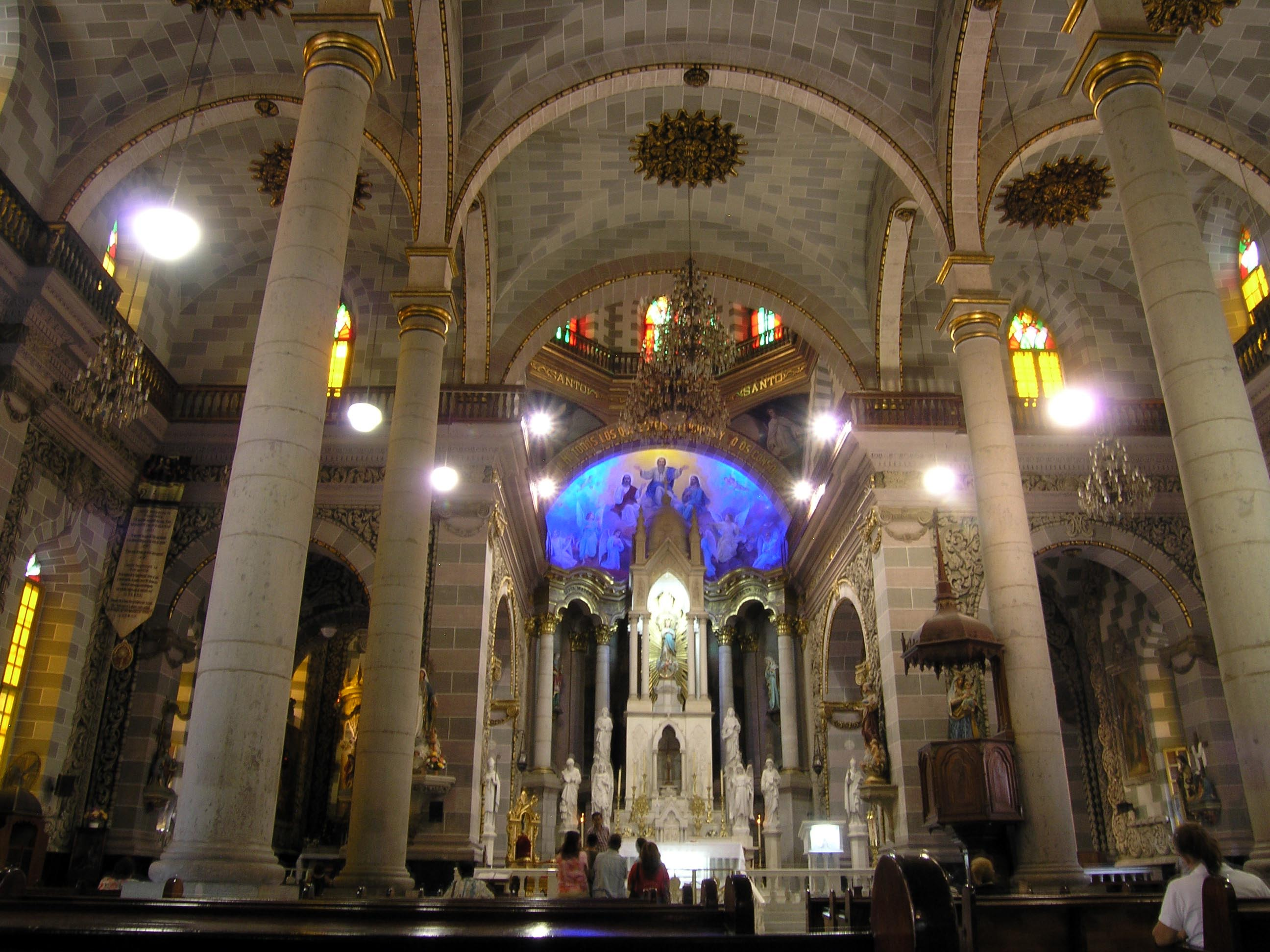
Innenraum

Im Inneren des Gebäudes zeigt der Eklektizismus Elemente im neugotischen und neobarocken Stil und auch mit klassizistischem Einfluss. Auf dem neogotischen Hauptaltar stehen Statuen aus Carrara-Marmor zusammen mit den Bildern der hl. Anna und des hl. Joachim. Auf der Vorderseite des Altars aus weißem Marmor wird das letzte Abendmahl skulptural dargestellt. Zwei der vier klassizistischen Seitenaltäre stehen an den Seiten des Hauptaltars, die beiden anderen an den Seiten des Haupteingangs.
Hinter dem Hauptaltar befinden sich eine Skulptur der Unbefleckten Empfängnis und ein majestätisches Wandgemälde, das die Heilige Dreifaltigkeit darstellt, umgeben von Engeln und anderen Himmelsfiguren. Die Fresken an den Seiten des Hauptaltars stammen von 1942. Die 14 Skulpturen des Kreuzwegs sind wahrscheinlich italienischen Ursprungs. Auf den Gemälden an den Wänden werden verschiedene Heilige dargestellt.
Die große Orgel wurde durch Aristide Cavaillé-Coll 1888 in Paris als Werk 627 mit zwei Manualen und 21 Registern gebaut und am 17. Mai 1899 zum ersten Mal gespielt.